# Luke Greenbank
Luke Greenbank (Crewe, 17 settembre 1997) è un nuotatore britannico.

## Carriera
Specializzato nel dorso, in carriera ha vinto la medaglia di bronzo sulla distanza dei 200m ai campionati di Gwangju.

## Palmarès
- Giochi olimpici

Tokyo 2020: argento nella 4x100m misti e bronzo nei 200m dorso.
- Mondiali

Gwangju 2019: oro nella 4x100m misti e bronzo nei 200m dorso.
Budapest 2022: argento nei 200m dorso e bronzo nella 4x100m misti.
- Europei

Budapest 2020: oro nella 4x100m misti e argento nei 200m dorso.
Roma 2022: bronzo nei 200m dorso.
- Europei in vasca corta

Glasgow 2019: bronzo nei 200m dorso.
Otopeni 2023: argento nei 200m dorso.
- Giochi del Commonwealth

Gold Coast 2018: argento nella 4x100m misti.
Birmingham 2022: oro nella 4x100m misti.
- Giochi europei

Baku 2015: oro nei 100m dorso e nei 200m dorso, argento nella 4x100m misti e nella 4x100m misti mista.
- Giochi olimpici giovanili

Nanchino 2014: oro nella 4x100m sl e bronzo nei 200m dorso.
- Mondiali giovanili

Singapore 2015: bronzo nei 100m dorso.
- Europei giovanili

Dordrecht 2014: oro nei 200m dorso.

## International Swimming League
| Stagione 2020 | Stagione 2021 |
| ------------- | ------------- |
| London Roar   | London Roar   |